# Hada calberlai
Hada calberlai är en fjärilsart som beskrevs av Otto Staudinger 1883. Hada calberlai ingår i släktet Hada och familjen nattflyn. Inga underarter finns listade i Catalogue of Life.